# Salona d'Isonzo
Salona d'Isonzo (già Anicova o anche Anicova Corada, in sloveno Anhovo), è un insediamento di 85 abitanti del comune di Canale d'Isonzo, posto sulla sponda destra del fiume Isonzo, nella Regione goriziana.. 
Il paese è noto per la fabbrica di cemento idraulico, costruita nel 1921.
La chiesa parrocchiale di Anicova, eretta nella zona di Gorenje polje, è consacrata a San Michele Arcangelo e appartiene attualmente alla Diocesi Cattolica di Capodistria.

## Storia
Dopo la caduta dell'Impero romano d'Occidente, e la parentesi del Regno ostrogoto, i Longobardi si insediarono nel suo territorio, seguiti poi attorno al VI secolo da popolazioni slave. Alla caduta del Regno longobardo subentrarono quindi i Franchi; nell'887 Arnolfo, Re dei Franchi orientali, istituì la marca di Carniola; nel 957 la Carniola passò sotto l'autorità del Duca di Baviera e poi nel 976 nel Ducato di Carinzia appena costituito dall'imperatore Ottone II.
In seguito il Ducato di Carinzia passò, come ricompensa per i servigi resi all'imperatore Rodolfo I contro Ottocaro II di Boemia, a Mainardo II di Tirolo-Gorizia; il territorio di Anicova quindi entrò nella Contea di Gorizia e in seguito della Contea di Gorizia e Gradisca.
Con la Convenzione di Fontainebleau del 1807, Anicova passò, per un breve periodo fino al 1814, nel Regno d'Italia napoleonico, trovandosi sul confine con le terre austriache, sotto il Dipartimento di Passariano.
Col Congresso di Vienna nel 1815 rientrò in mano austriaca sotto il Regno d'Illiria; passò nel 1849 sotto il profilo amministrativo al Litorale austriaco come comune autonomo. All'epoca della creazione del comune catastale di Anicova, quest'ultimo comprendeva gli insediamenti di Kamence (oggi Kamenca nad Ložicami), Goljevice, Ložice, Robidenbreg (oggi Robidni Breg), Gorenje Polje e il territorio dell'attuale insediamento di Močila. In seguito al comune di Anikova/Anhovo vennero aggregati anche i comuni catastali di Plava e Ukanje.
Tra le due guerre mondiali fu comune autonomo col nome di Anicova Corada della Provincia del Friuli e comprendeva le frazioni di Poglie Superiore/Goregna (Gorenje Polje), Lozice/Lásizze (Ložice), Plava (Plave), Zapotocco (Zapotok), Miscecco (Mišček), Prilesse/Brilesse (Prelesje), Ucagne (Ukanje) e Marchici (Markiči), per poi passare, nel 1927, alla ricostituita Provincia di Gorizia.
Nel 1928 il comune di Anicova Corada venne fuso con quello di Descla, formando il nuovo comune di Salona d'Isonzo. Contestualmente venne così ribattezzato anche il centro abitato di Anicova Corada. Nel 1922 la frazione vide la fondazione di un importante impianto industriale per la produzione di cemento e fibrocemento, la Salonit. Il proprietario era un importante imprenditore dalmata, Emilio Stock, che fu anche colui che scelse il nuovo nome di Salona d'Isonzo, in onore della propria città natale dalmata di Salona.
Dopo la seconda guerra mondiale il centro abitato passò alla Jugoslavia e quindi alla Slovenia; attualmente fa parte del comune di Canale d'Isonzo. Nel periodo jugoslavo proseguì l'attività del cementificio (nazionalizzato e ribattezzato Salonit Anhovo), che divenne uno dei più importanti del paese, arrivando ad occupare più di 2600 dipendenti. L'attività di produzione di fibrocemento (che implica la lavorazione di amianto) è durata sino al 1996 e ha comportato gravi danni per la salute pubblica: nel 2010 l'incidenza del mesotelioma ad Anhovo era pari a 170,2 casi ogni 100 mila abitanti, la più alta in tutta la Slovenia (la media nazionale era pari a 21,4 casi).

## Infrastrutture e trasporti
Il centro abitato è servito dalla stazione di Salona d'Isonzo, posta sulla linea Jesenice-Trieste.